# フレッシュオールスターゲーム
フレッシュオールスターゲームは、日本プロ野球（NPB）のファーム（二軍）リーグ（イースタン・リーグ、ウエスタン・リーグ）のオールスターゲームである。

## 歴史
開始されたのは1963年。当初は「ジュニアオールスターゲーム」と称し、一軍のオールスターゲームの前座試合として開催されていた。1978年、資生堂の協賛を得て独立した大会として行われるようになる。以後は主に一軍のオールスターゲーム第1戦の前日に開催されている。
協賛については、資生堂は1992年まで協賛。1993年はミサワホームが、1997年から2002年までNPBパートナーのコナミが協賛。それ以外の年度では日刊スポーツなどスポーツ新聞、開催地の地元放送局・地元新聞社やその他企業が毎年のように交代で協賛しているが、1996年のみ協賛企業なしで開催された。
2008年はオリンピックなどの関係により一軍のオールスターゲーム第2戦（最終戦）の翌日に開催された。雨天で開催中止となった場合は、原則として翌日にデーゲームとして延期開催されるが、予備日も含めた所定日程がすべて中止となった場合は再延期せず、中止とする。
2015年は台風11号の影響で、予備日を含めて中止。
2020年は新型コロナウイルス感染拡大に伴い、予備日を含めて中止。
当日は首脳陣・選手共に通常の所属球団のユニフォームであるが、1980年だけ本大会用のためのユニフォームが新調され、東軍（EAST）・西軍（WEST）の揃ったユニフォームを身にまとった時もあった。
名称は「ジュニアオールスターゲーム」から1993年に「フレッシュスターゲーム」、1994年から「ジュニアオールスター」と改称され、1998年に現在の名称「フレッシュオールスターゲーム」に変更（2000年のみ「フレッシュ2000」の名称で開催）。
通常はイースタン・リーグとウエスタン・リーグの対抗形式で実施されている（ただし2005年・2006年は一軍と同じセントラル・リーグとパシフィック・リーグの対戦であった）。
フレッシュオールスターでMVPになった選手は、のちに一軍で活躍する選手も多く、2000本安打を記録した イチロー（鈴木一朗）や大島康徳、青木宣親も名を連ねている。また、簑田浩二、石井浩郎、青木、藤本敦士は一軍のオールスターでもMVPを獲得している。

## 概要
（2024年時点）

### 選手選考
ファン投票は行わず、すべての選手をイースタン、ウエスタンの各委員長と二軍の全チーム監督が選考する。
イースタンの参加選手は24名、ウエスタンの参加選手は24名で、イースタンは各チームから3名ずつ、ウエスタンは各チームから4名ずつ選考することを原則とする（ただし球団事情により所定の人数を選出できない場合は他チームから補充することも可能）。ここでいう各チームには、ファームリーグのみ参加チームも含む。
選考にあたっては、開催地出身の選手、話題性のある選手および開催前年のドラフト1,2位指名選手をなるべく優先する。ただし、すでに一軍で大きく活躍している選手については選考の対象から外れやすい。

### 出場対象選手
支配下登録及び育成選手登録期間が5年以内で、二軍の公式戦に出場した選手（ただし創設当初は育成選手の出場はできなかった）。ただし、
- 開催年の新人選手は二軍の公式戦に出場していなくても出場可能
- 過去フレッシュオールスターゲームに2度出場した選手は出場不可
- 一軍のオールスターゲームに選出された選手は出場不可。
  - フレッシュオールスターゲーム出場が決定した後にオールスターゲームに選出された場合は、所属球団から代替選手を選出する
  - 過去に一軍のオールスターゲームに選出された選手でも登録期間内なら出場可能[注釈 6]。

また、ファームリーグのみ参加チームについては、NPBの登録外であるが、NPBでの支配下登録及び育成選手登録期間がある場合はその期間と、今季を含む参加チーム在籍年を合わせ5年以内としている。

### 試合
一軍のオールスターゲームの前日ないしは前々日に開催されている。先述したとおり、当初の開催日はナイターで実施、雨天などの天候不良で開催中止となった場合は原則として翌日にデーゲームとして延期し、さらに予備日を含めた所定日程すべてが中止となった場合は再延期せず完全中止となる。
試合は9回まで（延長戦なし）、指名打者制を採用。オールスターゲームと違って、投手のイニング制限はない。なお特例として、捕手を使い切った状態で出場中の捕手が負傷等でプレイ続行できない場合、既に退いた捕手を再出場（リ・エントリー）させることができる。
最優秀選手賞（MVP）として100万円、優秀選手賞として2名に50万円が授与される。

### 主な出来事
- 1982年大会では、この年に報徳学園高等学校から近鉄バファローズへ入団した金村義明が、ウエスタン・リーグ選抜チームのメンバーとしてフル出場。高校時代までは投手で、近鉄への入団を機に打者（内野手）へ本格的に専念したばかりにもかかわらず、第4打席でサイクルヒットを達成した。サイクルヒットの内訳は二塁打 → 本塁打 → 三塁打 → 単打で、NPBオールスターゲームでの達成は、一軍を含めても金村が初めてである。ちなみに、金村はこの大会のMVPに選ばれたばかりか、一軍の公式戦でも1986年7月17日の対阪急ブレーブス戦（西宮球場）でサイクルヒットを達成している。
- 1992年大会では、ウエスタン選抜が後のメジャーリーガー5人を輩出した豪華な顔ぶれとなった。MVPの鈴木一朗（後のイチロー）を筆頭に、新庄剛志、中村紀洋、田口壮、野村貴仁が後にMLBへ移籍、それ以外でも、若田部健一、金本知憲、矢野輝弘、村松有人、町田公二郎が出場した。
- 2009年大会に出場した湘南（現：横浜DeNA）の田中健二朗、松本啓二朗、北篤の3選手はヤマト運輸の不手際でユニフォームをはじめとした野球用具が会場の札幌ドームに届かないというハプニングが起こり、3選手は急遽同ドームを本拠地とする日本ハムの練習用ユニフォームを借り、グラブやスパイクもドーム内にあったものを借りてプレーした。このうち松本は優秀選手賞を受賞したが、お立ち台でのインタビューの際には関係者を通じて、スタンドのファンからユニフォームや帽子を借りてお立ち台に立った。
- 2017年大会は全イースタン・全ウエスタンどちらも得点が入らず0対0で試合が終了。無得点での引き分けは史上初の出来事となった。複数安打を放ったのはMVPを獲得したソフトバンクの曽根海成のみ。優秀選手賞には1イニング2奪三振を上げた楽天の藤平尚真と、投手陣でただ1人2イニングを投げたソフトバンクの古谷優人が選出されるなど、投手陣の活躍が目立った[4]。
- 新型コロナウイルス感染症の流行に伴う中止をはさんで、2021年に大会を再開してからは、出場が発表されている選手および、ベンチ入りを予定している監督・コーチ・スタッフ全員に対して、試合開始予定時間までの48時間以内にPCR検査を実施。この検査で陰性反応が確認された受診者に限って、ベンチ入りや出場を認めている。
  - 2022年大会では、出場が6月27日に発表されていた選手の一部や、全ウエスタンのコーチを務める予定だった小久保裕紀（前年のウエスタン・リーグで2位だったソフトバンクの二軍監督）が7月に入ってから新型コロナウイルスへ相次いで感染。ソフトバンクにとどまらず、巨人・ヤクルトではチーム全体（詳細後述）、日本ハムでは一軍、広島では二軍で感染が広がっている。このような事情から、大会の直前（同月下旬）には、出場予定選手（全イースタン・全ウエスタンを通じて総勢42人）から（感染以外のチーム事情による辞退者を含む）16人を急遽変更。大会の前日（同月22日）に全ウエスタンの「1番・遊撃手」としてスタメンで出場することが発表されていた髙寺望夢（阪神）も、当日の試合前に感染が判明したことを受けて、無症状ながら開催地の長崎市入りを見合わせた[5]。
    - 全ウエスタンでは以上の事態を受けて、ソフトバンク二軍外野守備走塁コーチの井出竜也を、小久保の代理扱いでコーチに補充。高寺に代わる選手の補充までには至らなかったため、全イースタンより1人少ない20人の選手[注釈 8][6]をベンチに入れたうえで、髙寺などと共に阪神から初めて選ばれていた遠藤成を「1番・遊撃手」としてスタメンに急遽起用した。ちなみに、翌2023年の大会では、高寺が全ウエスタンの「9番・三塁手」として2年越しのスタメン出場を果たしている。
    - 試合自体は、当初の予定に沿って、7月23日にナイトゲームとして長崎市内の長崎ビッグNスタジアムで開催。ウエスタンリーグが1回裏に遠藤の先頭打者本塁打で先制したものの、全イースタンが9回裏に赤羽由紘（ヤクルト）[注釈 9]による大会史上初のサヨナラ本塁打で勝利した（スコアは7対4）。なお、赤羽はMVP[7]、遠藤は全ウエスタンの選手からただ1人優秀選手に選出[8]。さらに、2人には大会協賛社のシミズオクトからホームラン賞が贈られた[9]。

### アトラクション
当日は試合会場に、参加12チームのマスコットが集合し、試合開始前にパフォーマンスを行うほか、特別チケット購入者（人数限定）を対象として、「マスコット記念撮影会」を行う。記念撮影会は当日会場で、ボランティアスタッフが撮影（参加者のカメラ・携帯電話での撮影不可）し、完成写真を1人1枚で当日会場で配布する。ただし天候不良で予備日順延・ないしは開催中止となった場合は、マスコットはオールスターゲーム（一軍）の第1試合への移動日程の都合もあるため、ファンとの記念撮影会は中止となり、予備日に開催される場合に限り、参加者にはマスコットの集合写真を特別チケットと引き換えに贈呈する。
また2015年の「マスカットスタジアム20周年記念」の一環としてのトートバッグプレゼント付チケットなどの特典賞品付チケットもある。

## 各年の試合結果（歴史）
| 回 | 開催日        | 開催日        | 勝利チーム                                     | スコア                                         | 敗戦チーム                                     | 開催球場                           | 入場者数 | MVP        |
| -- | ------------- | ------------- | ---------------------------------------------- | ---------------------------------------------- | ---------------------------------------------- | ---------------------------------- | -------- | ---------- |
| 1  | 1963年7月24日 | 1963年7月24日 | イースタン                                     | 2 - 0                                          | ウエスタン                                     | 明治神宮野球場                     | 10,000人 | 河東真     |
| 2  | 1964年        | 7月20日       |                                                | 2 - 2                                          |                                                | 川崎球場                           | 5,000人  | 迫田七郎   |
| 2  | 1964年        | 7月21日       | ウエスタン                                     | 2 - 1                                          | イースタン                                     | 中日スタヂアム                     | 12,000人 | 西川克弘   |
| 2  | 1964年        | 7月22日       |                                                | 2 - 2                                          |                                                | 大阪スタヂアム                     | 3,000人  | --         |
| 3  | 1965年7月19日 | 1965年7月19日 | ウエスタン                                     | 2 - 1                                          | イースタン                                     | 後楽園スタヂアム                   | 5,000人  | 佐々木孝次 |
| 4  | 1967年7月25日 | 1967年7月25日 | ウエスタン                                     | 5 - 3                                          | イースタン                                     | 明治神宮野球場                     | 8,000人  | --         |
| 5  | 1968年7月23日 | 1968年7月23日 |                                                | 4 - 4                                          |                                                | 川崎球場                           | 3,000人  | --         |
| 6  | 1969年7月20日 | 1969年7月20日 | ウエスタン                                     | 13 - 3                                         | イースタン                                     | 阪神甲子園球場                     | 7,000人  | 後藤和昭   |
| 7  | 1970年7月18日 | 1970年7月18日 | イースタン                                     | 5 - 0                                          | ウエスタン                                     | 明治神宮野球場                     | 7,000人  | 佐藤敬次   |
| 8  | 1971年7月19日 | 1971年7月19日 | ウエスタン                                     | 8 - 2                                          | イースタン                                     | 中日スタヂアム                     | 不明     | 大島康徳   |
| 9  | 1972年7月22日 | 1972年7月22日 | ウエスタン                                     | 5 - 2                                          | イースタン                                     | 東京スタジアム                     | 不明     | 今西和男   |
| 10 | 1973年7月22日 | 1973年7月22日 | イースタン                                     | 1 - 0                                          | ウエスタン                                     | 大阪スタヂアム                     | 不明     | 尾崎亀重   |
| 11 | 1974年7月21日 | 1974年7月21日 | ウエスタン                                     | 6 - 4                                          | イースタン                                     | 後楽園スタヂアム                   | 10,000人 | 栗橋茂     |
| 12 | 1975年7月19日 | 1975年7月19日 | ウエスタン                                     | 6 - 3                                          | イースタン                                     | 阪神甲子園球場                     | 7,000人  | 笹本信二   |
| 13 | 1976年7月17日 | 1976年7月17日 | ウエスタン                                     | 9 - 4                                          | イースタン                                     | 川崎球場                           | 3,000人  | 簑田浩二   |
| 14 | 1977年7月24日 | 1977年7月24日 | イースタン                                     | 3 - 2                                          | ウエスタン                                     | 阪急西宮球場                       | 5,000人  | 島田誠     |
| 15 | 1978年7月21日 | 1978年7月21日 | イースタン                                     | 6 - 5                                          | ウエスタン                                     | 横浜スタジアム                     | 30,000人 | 屋鋪要     |
| 16 | 1979年7月21日 | 1979年7月21日 | イースタン                                     | 5 - 2                                          | ウエスタン                                     | 横浜スタジアム                     | 27,000人 | 加倉一馬   |
| 17 | 1980年7月18日 | 1980年7月18日 | ウエスタン                                     | 8 - 5                                          | イースタン                                     | 西武ライオンズ球場                 | 19,000人 | 香川伸行   |
| 18 | 1981年7月24日 | 1981年7月24日 | ウエスタン                                     | 3 - 2                                          | イースタン                                     | ナゴヤ球場                         | 30,000人 | 藤倉一雅   |
| 19 | 1982年7月23日 | 1982年7月23日 | ウエスタン                                     | 6 - 1                                          | イースタン                                     | 横浜スタジアム                     | 22,000人 | 金村義明   |
| 20 | 1983年7月22日 | 1983年7月22日 | ウエスタン                                     | 9 - 2                                          | イースタン                                     | 後楽園スタヂアム                   | 50,000人 | 畠山準     |
| 21 | 1984年7月20日 | 1984年7月20日 | ウエスタン                                     | 4 - 2                                          | イースタン                                     | 大阪スタヂアム                     | 30,000人 | 吉村元富   |
| 22 | 1985年7月19日 | 1985年7月19日 | イースタン                                     | 8 - 2                                          | ウエスタン                                     | 後楽園スタヂアム                   | 35,000人 | 白幡勝弘   |
| 23 | 1986年7月18日 | 1986年7月18日 | イースタン                                     | 6 - 3                                          | ウエスタン                                     | ナゴヤ球場                         | 35,000人 | 広瀬哲朗   |
| 24 | 1987年7月24日 | 1987年7月24日 | イースタン                                     | 3 - 2                                          | ウエスタン                                     | 後楽園スタヂアム                   | 40,000人 | 大久保博元 |
| 25 | 1988年7月22日 | 1988年7月22日 | ウエスタン                                     | 1 - 0                                          | イースタン                                     | 東京ドーム                         | 51,000人 | 藤井康雄   |
| 26 | 1989年7月24日 | 1989年7月24日 | イースタン                                     | 3 - 2                                          | ウエスタン                                     | 大阪スタヂアム                     | 25,000人 | 大村巌     |
| 27 | 1990年7月23日 | 1990年7月23日 |                                                | 5 - 5                                          |                                                | 明治神宮野球場                     | 13,000人 | 石井浩郎   |
| 28 | 1991年7月22日 | 1991年7月22日 | ウエスタン                                     | 2 - 1                                          | イースタン                                     | 千葉マリンスタジアム               | 24,000人 | 種田仁     |
| 29 | 1992年7月17日 | 1992年7月17日 | ウエスタン                                     | 4 - 3                                          | イースタン                                     | 東京ドーム                         | 21,000人 | 鈴木一朗   |
| 30 | 1993年7月19日 | 1993年7月19日 | ウエスタン                                     | 6 - 4                                          | イースタン                                     | 福岡ドーム                         | 23,000人 | 桧山進次郎 |
| 31 | 1994年7月17日 | 1994年7月17日 | ウエスタン                                     | 11 - 10                                        | イースタン                                     | 札幌市円山球場                     | 23,000人 | 井上一樹   |
| 32 | 1995年7月22日 | 1995年7月22日 | ウエスタン                                     | 5 - 4                                          | イースタン                                     | 福井県営球場                       | 11,000人 | 北川博敏   |
| 33 | 1996年7月19日 | 1996年7月19日 | ウエスタン                                     | 9 - 0                                          | イースタン                                     | 藤崎台県営野球場                   | 11,000人 | 朝山東洋   |
| 34 | 1997年7月19日 | 1997年7月19日 |                                                | 2 - 2                                          |                                                | 神奈川県立相模原球場               | 10,000人 | 倉野信次   |
| 35 | 1998年7月21日 | 1998年7月21日 | ウエスタン                                     | 7 - 6                                          | イースタン                                     | 富山市民球場アルペンスタジアム     | 6,000人  | A.ケサダ   |
| 36 | 1999年7月23日 | 1999年7月23日 | イースタン                                     | 4 - 2                                          | ウエスタン                                     | 横浜スタジアム                     | 12,000人 | 古木克明   |
| 37 | 2000年7月21日 | 2000年7月21日 | ウエスタン                                     | 3 - 0                                          | イースタン                                     | 坊っちゃんスタジアム               | 18,000人 | 河内貴哉   |
| 38 | 2001年7月20日 | 2001年7月20日 | イースタン                                     | 10 - 4                                         | ウエスタン                                     | 東京ドーム                         | 28,000人 | 里崎智也   |
| 39 | 2002年7月11日 | 2002年7月11日 | ウエスタン                                     | 4 - 2                                          | イースタン                                     | 長野オリンピックスタジアム         | 16,000人 | 藤本敦士   |
| 40 | 2003年7月13日 | 2003年7月13日 | イースタン                                     | 4 - 3                                          | ウエスタン                                     | 札幌ドーム                         | 15,000人 | 今江敏晃   |
| 41 | 2004年7月9日  | 2004年7月9日  | イースタン                                     | 10 - 0                                         | ウエスタン                                     | 大阪ドーム                         | 32,000人 | 青木宣親   |
| 42 | 2005年7月24日 | 2005年7月24日 |                                                | 4 - 4                                          |                                                | サンマリンスタジアム宮崎           | 12,854人 | 鶴岡慎也   |
| 43 | 2006年7月20日 | 2006年7月20日 | セントラル                                     | 8 - 4                                          | パシフィック                                   | 東京ドーム                         | 21,836人 | 飯原誉士   |
| 44 | 2007年7月19日 | 2007年7月19日 | ウエスタン                                     | 1 - 0                                          | イースタン                                     | 坊っちゃんスタジアム               | 13,090人 | 中東直己   |
| 45 | 2008年8月2日  | 2008年8月2日  | イースタン                                     | 8 - 3                                          | ウエスタン                                     | 山形蔵王タカミヤホテルズスタジアム | 8,733人  | 原拓也     |
| 46 | 2009年7月23日 | 2009年7月23日 | イースタン                                     | 7 - 0                                          | ウエスタン                                     | 札幌ドーム                         | 17,442人 | 中田翔     |
| 47 | 2010年7月22日 | 2010年7月22日 | ウエスタン                                     | 6 - 3                                          | イースタン                                     | 長崎ビッグNスタジアム              | 19,450人 | 岩﨑恭平   |
| 48 | 2011年7月21日 | 2011年7月21日 | イースタン                                     | 10 - 0                                         | ウエスタン                                     | 富山市民球場アルペンスタジアム     | 9,645人  | 荒木貴裕   |
| 49 | 2012年7月19日 | 2012年7月19日 | ウエスタン                                     | 4 - 0                                          | イースタン                                     | HARD OFF ECOスタジアム新潟         | 11,315人 | 中谷将大   |
| 50 | 2013年7月18日 | 2013年7月18日 | イースタン                                     | 7 - 1                                          | ウエスタン                                     | 秋田こまちスタジアム               | 6,026人  | 加藤翔平   |
| 51 | 2014年7月17日 | 2014年7月17日 | イースタン                                     | 7 - 6                                          | ウエスタン                                     | 長崎ビッグNスタジアム              | 13,671人 | 井上晴哉   |
| -- | 2015年7月16日 | 2015年7月16日 | （台風11号のため中止）                         | （台風11号のため中止）                         | （台風11号のため中止）                         | 倉敷マスカットスタジアム           | --       | --         |
| 52 | 2016年7月14日 | 2016年7月14日 | イースタン                                     | 6 - 1                                          | ウエスタン                                     | 倉敷マスカットスタジアム           | 15,091人 | 岡本和真   |
| 53 | 2017年7月13日 | 2017年7月13日 |                                                | 0 - 0                                          |                                                | 静岡県草薙総合運動場硬式野球場     | 10,072人 | 曽根海成   |
| 54 | 2018年7月12日 | 2018年7月12日 | ウエスタン                                     | 3 - 1                                          | イースタン                                     | 弘前市運動公園野球場               | 8,715人  | 石垣雅海   |
| 55 | 2019年7月11日 | 2019年7月11日 | ウエスタン                                     | 5 - 1                                          | イースタン                                     | 楽天生命パーク宮城                 | 17,578人 | 小園海斗   |
| -- | 2020年7月13日 | 2020年7月13日 | （新型コロナウイルス感染症の流行を受けて中止） | （新型コロナウイルス感染症の流行を受けて中止） | （新型コロナウイルス感染症の流行を受けて中止） | 坊っちゃんスタジアム               | --       | --         |
| 56 | 2021年7月15日 | 2021年7月15日 | イースタン                                     | 3 - 1                                          | ウエスタン                                     | 坊っちゃんスタジアム               | 7,105人  | 内山壮真   |
| 57 | 2022年7月23日 | 2022年7月23日 | イースタン                                     | 7 - 4                                          | ウエスタン                                     | 長崎ビッグNスタジアム              | 8,204人  | 赤羽由紘   |
| 58 | 2023年7月18日 | 2023年7月18日 | ウエスタン                                     | 7 - 3                                          | イースタン                                     | 富山市民球場アルペンスタジアム     | 12,529人 | 森下翔太   |
| 59 | 2024年7月20日 | 2024年7月20日 | イースタン                                     | 7 - 0                                          | ウエスタン                                     | ウインク球場                       | 11,080人 | 橋本星哉   |
| 60 | 2025年7月20日 | 2025年7月20日 | イースタン                                     | 3 - 1                                          | ウエスタン                                     | レクザムボールパーク丸亀           | 8,656人  | 知念大成   |

- 通算成績（1963年 - 2004年、2007年 - 2025年）：ウエスタン31勝、イースタン25勝、6引分
- 通算成績（2005年 - 2006年）：セントラル1勝、パシフィック0勝、1引分

## 放送
テレビ
- テレビ東京（1981年9月まで東京12チャンネル）系列でテレビ中継されていた時期もあったが、資生堂・コナミ等の冠スポンサー撤退により、現在は全国ネットによる地上波でのテレビ中継はされていない。
  - 1981年のナゴヤ球場での開催は、当時東京12チャンネルに系列局がなく、中京・近畿においては独立県域局に多数同時ネットされていた関係で、資本・業務提携関係にある東海テレビ放送・三重テレビ放送の協力で放送され、中京は三重テレビ・岐阜放送、近畿はサンテレビジョン・京都放送に同時ネットして放送された。
- 衛星放送では、スカイ・A sports+（朝日放送グループが運営するCS放送のスポーツ専門チャンネル）において、1991年 - 2014年までの毎年と2017年に生中継を実施。NPB球団の本拠地ではない地方球場で開催される場合には、ANN系列かJNN系列の地元民放テレビ局も中継の制作に協力した[注釈 12]。また、上記の制作協力局やサンテレビジョンなどの独立UHF局を通じて、スカイ・Aでの中継を地上波でローカル向けに放送することがあった。2014年以降は、BS-TBSでも生中継を実施。
  - 大会や開催地によっては、BS-TBS向けの技術協力局がテレビ朝日系列局（2014年の長崎文化放送、2024年の朝日放送テレビなど）、スカイ・A向けの制作協力局がTBS系列局（2016年の山陽放送、2017年の静岡放送など）になることがある。2014年にはNCC、2016・2017年・2024年には朝日放送→朝日放送テレビ（ABC）のアナウンサーがリポーターとしてBS-TBSの中継に登場。2019年には、TBSとABCのアナウンサーが代表インタビューを分担するなど、系列の垣根を越えた出演が実現している[注釈 13]。
  - スカイ・A sports+もBS-TBSも、2015年度には試合の中止を受けて、中継や放送を見送った。翌2016年以降にBS-TBSが制作する中継では、日本野球機構（NPB）も中継の制作著作に名を連ねている。2016年および2018年以降の大会では、BS-TBSが生中継を実施するのに対して、スカイ・Aは編成上の事情で中継の録画映像を大会の終了後に放送。
    - かつてはBS-TBSの（一軍公式戦を含めた）プロ野球中継では、横浜DeNAベイスターズ対読売ジャイアンツ戦の一部を除いて、編成上の制約からいわゆる「完全中継」が保証されていなかった。これは2023年9月まではマルチチャンネル編成を導入していなかったこともあり、中継カードが所定の中継枠内で決着しない場合には試合の途中で中継を強制的に終了させていた。2022年の当大会では中継枠を18:00 - 20:52に設定していたが、同点の9回裏で全イースタンの攻撃（2死2塁の局面で迎えた巨人・萩原哲の打席）中に上記の中継枠を完全に消化したため、萩原の出塁（四球）、次打者の赤羽によるサヨナラ本塁打（前述）、試合後のインタビューと表彰式を生中継で伝えられなかった。
    - 2023年10月からはBS-TBSでもマルチチャンネル編成を本格的に導入したことから、20時53分以降も試合が続いていた場合は162chにてリレー放送を行い、試合終了まで放送する。このシステムは2024年大会から適用されたが、同年大会では試合が予定よりも早く終了したことから実施しなかった[12]。

ラジオ
- NPB球団の本拠地に当たる球場で開催される場合には、当該球団の主催試合におけるラジオ中継権を保有する放送局を主体に中継を制作。それ以外の地域の球場で開催される場合には、中継の実績が豊富が在京ラジオ局（主にニッポン放送＜LF＞）が、解説者とスタッフを派遣したうえで制作する。
- 1986年までは、文化放送＜QR＞・ラジオ大阪＜OBC＞が相互ネット方式で独占放送。東海ラジオ＜SF＞がネットに加わる年もあったが、全国ネットではなかった。文化放送は、OBCがプロ野球中継から完全に撤退した2005年以降も、関東ローカル向けに中継を継続。2012年以降は中継を制作せず、取材要員のみ派遣している。
- 1987・1988年、2009 - 2019年、2023年以降の中継では、制作局からアナウンサー（基本として2名）と解説者（全イニングに出演）1名を派遣。NPB球団の本拠地に所在する他のNRN加盟局（SF、STVラジオ、東北放送＜TBC＞[注釈 14]、MBSラジオ、中国放送＜RCC＞、九州朝日放送＜KBC＞[注釈 15]）から、いずれか数局の若手スポーツアナウンサーが実況（1 - 3イニング程度）と担当球団リポートを担当する「リレー実況」方式で中継している。
  - リレー実況は基本として、NPBのナイトゲーム中継をNRNの加盟全局で放送する日（水・木・金曜日のいずれか）に開催される場合に実施。NPB球団の本拠地に当たらないものの、NPBの公式戦に不定期で使われている球場で開催される場合に、この球場における公式戦中継を不定期で制作している地元ラジオ局（NRN加盟局）のスポーツアナウンサーが「リレー実況」に加わることもある。
    - 1989 - 2008年のリレー実況では、LFと近畿広域圏のNRN加盟局（MBSか朝日放送＜ABC：現在の朝日放送ラジオ＞）のアナウンサーが交互に実況を担当していた。近畿広域圏ではMBSが火 - 木曜日／ABCが金・土曜日にNRNナイトゲーム中継の制作・放送業務を分担していて、金曜日に開催される場合にはABCのアナウンサーがリレー実況に参加するが、該当する事例は1987・1988年のみである。
    - NPB球団の本拠地がない静岡県で開催された2017年には、松本秀夫（フリー・元LF/1回表〜2回表）・伊東平（RCC/2回裏 - 4回裏）・桑原秀和（静岡放送／5回表 - 6回裏）・工藤聖太（STV/7回表 - 9回裏）の順に実況を担当した（解説：谷繁元信）。
    - 愛媛県で2年振りに開催された2021年には、開催の時点で新型コロナウィルスの感染拡大傾向に歯止めが掛かっていないことを踏まえて、LFの若手アナウンサー2名だけでリレー実況（実況しないイニングには両チームのリポートや選手へのインタビューを担当）。大泉健斗が1回表 - 5回裏・小永井一歩が6回表 - 9回裏を担当した（解説：野村弘樹）。
- 2015年は台風11号の接近により7月16日開催予定の試合が順延、予備日のデーゲームに振り替えられる予定になったことから、ラジオ中継を全局で休止。当初からラジオ中継を予定していなかった予備日（同月17日）もデーゲームが中止になったため、代替試合が組まれないまま史上初の全面休止を余儀なくされた[1]。
- 2017年限りでTBSラジオがプロ野球中継の放送業務から撤退したため、2018年以降は、プロ野球中継におけるJRNのシングルネット局で対応が分かれている。
  - 2018年・2019年には、楽天が主催公式戦を定期的に実施している球場で木曜日に開催されたため、楽天の地元局・TBCラジオが野球中継におけるJRNシングルネット局（2018年は北海道放送＜HBC＞・RKB毎日放送、2019年はHBC・RKB・CBCラジオ）向けに裏送り方式で中継を制作。その一方で、NRNとのクロスネット局であるTBCは、LFがNRNナイター向けに制作した中継を同時ネットで放送した。大阪地区では、木曜日のJRN中継担当局であるABCラジオが中継を見送る一方で、NRN中継担当局のMBSラジオ（当時の社名は毎日放送）がNRNナイターの同時ネットを実施した。
  - 楽天生命パーク宮城で開催された2019年には、楽天球団が運営するコミュニティFM局のRakuten.FM TOHOKUでも、自社制作で中継を放送した[13][14]。
  - 松山坊っちゃんスタジアムで開催された2021年は、野球中継におけるJRNのシングルネット局、ABCラジオ（前述）、南海放送（RNB：地元の愛媛県で唯一のJRN／NRNクロスネット局）[注釈 16]、KBCラジオ（NRNシングルネット局）[注釈 17]が中継の同時ネットを見送った。RNBは実況アナウンサー[注釈 18]の派遣も見送ったが、大阪地区では2019年に続いて、MBSラジオが同時ネットで放送している。
- 2022年には、セ・パ両リーグとも、大会の開催日（7月23日）と予備日（24日）に公式戦（一軍のオールスターゲーム前最後のカード）を編成。7月23日（土曜日）には一部のカードがナイトゲームとして大会と同じ時間帯に組まれている関係で、大会のラジオ中継が見送られた。ちなみに、NPB球団の地元にあるNRN加盟局、野球中継におけるJRNのシングルネット局および、開催地の長崎県内で唯一のJRN／NRNクロスネット局である長崎放送（NBC）では以下のように対応。
  - HBC・STV：野球関連以外の番組（STVでは『MUSIC★J』）を放送
    - 地元球団の日本ハムは札幌ドームのデーゲームでロッテと対戦（HBCが北海道ローカル向けに中継）

  - TBC：野球関連以外の番組を放送
    - 地元球団の楽天はベルーナドームのナイトゲームで西武と対戦（TBCでは中継せず）

  - LF：ヤクルト対広島のナイトゲーム（明治神宮野球場）を自社制作で関東ローカル向けに中継
  - QR：通常編成（土曜日にはナイトゲーム中継をレギュラーで編成していない）
    - ヤクルト対広島戦中継を「NRNナイター」扱いでRCC・山口放送への裏送り向けに制作
    - 西武対楽天戦中継を山口放送とABCの第2予備カード扱いで制作

  - CBC・SF：野球関連以外の番組を放送
    - 当初は両局とも、中日対巨人のナイトゲーム（バンテリンドーム ナゴヤ）を自社制作で中京ローカル向けに中継することを予定していた。しかし、巨人のチーム関係者から一・二・三軍を通じて67人（支配下登録選手から36人）が新型コロナウイルスへ感染したことが7月21日までに確認されたことを受けて、当該カードを含む22日からの3連戦の開催が21日に取り消された。

  - ABC：阪神対DeNA戦（阪神甲子園球場）を自社制作で関西ローカル向けに中継
    - ヤクルト対広島戦中継を第1予備カード、西武対楽天戦中継（いずれもQRで制作）を第2予備カードに設定。
    - オリックス対ソフトバンクのナイトゲーム（京セラドーム大阪）中継をKBCへの裏送り向けに制作

  - MBS：阪神対DeNA戦（甲子園）を自社制作で関西ローカル向けに中継（予備カードを設定せず）
    - オリックス対ソフトバンク戦中継をRKBへの裏送り向けに制作

  - RCC：ヤクルト対広島戦を中継（QRからの裏送り・山口放送との相互ネット方式で放送）
  - RKB・KBC：オリックス対ソフトバンク戦を中継（前述した制作体制で北部九州ローカル向けに放送）
  - NBC：通常編成（土曜日にはナイトゲーム中継をレギュラーで編成していない）
- NPB球団の本拠地がない富山県で開催された2023年には、LFの制作による中継とリレー実況を復活。これを機に、MBSラジオ・STVラジオ・RCCからの若手アナウンサーの派遣も再開している。2023年には火曜日の開催ながら、上記の4局とSFで中継を放送。SFと地元のNRN加盟局（北日本放送）がアナウンサーの派遣を見送った一方で、MBSからは2名（グループ会社の毎日放送に所属する川地洋平と大村浩士）・STVからは佐藤宏樹（グループ会社の札幌テレビ放送に所属）・RCCからは小宅世人がリレー実況に参加した[15]。
- ウインク球場（ABC・MBSの放送対象地域内である兵庫県姫路市の市立球場）をフレッシュオールスターゲームに初めて使用した2024年には、前述した2022年以来2年振りにラジオでの中継が見送られた。NPBが開催日（7月20日＝土曜日）の同じ時間帯に一軍の公式戦5試合をナイトゲームとして組んでいたことによるもので、ABC・MBS・RCCでは阪神対広島戦（甲子園）[注釈 19]、LFと山口放送ではヤクルト対DeNA戦（明治神宮野球場）、RKBでは西武対ソフトバンク戦（ベルーナドーム）、HBCではロッテ対日本ハム戦（ZOZOマリンスタジアム）の中継を優先。CBCとSFは、中日対巨人のデーゲーム（バンテリンドーム ナゴヤ）を中継した一方で、フレッシュオールスターゲームの時間帯に野球関連以外の番組を編成している。